# Lissonota bistrigata
Lissonota bistrigata là một loài tò vò trong họ Ichneumonidae.